# 鲁布革水电站
鲁布革水电站位于云南省罗平县和贵州省兴义市交界处黄泥河，是中国第一个利用世界银行贷款的基本建设项目 。
鲁布革水电站于1982年11月正式开工，1991年6月4台机组全部投产，1992年12月工程竣工，通过国家验收。电站共安装15万千瓦的水轮发电机四台，总容量60万千瓦，年发电量28.2亿千瓦时。
设计单位是国家电力公司昆明勘测设计研究院。施工单位是水电十四局、日本大成公司。